# 足根管症候群
足根管症候群（そくこんかんしょうこうぐん、英語：tarsal tunnel syndrome、略称：TTS）とは、足根管（腱と神経が通っている足首内の管）の中を走る脛骨神経が何らかの原因で足根管内圧が上がり、圧迫されて引き起こされる疾患群のこと。

## 病因
多くは特発性であるが以下の関連は指摘されている。
- 外傷性

事故による足首の強い圧迫・深い切創・骨折・静脈瘤、ガングリオン、腱鞘炎などにより、脛骨神経が損傷を受けた場合に発生する。

## 症状
足底に痛みと痺れが生じる。足甲には痛みと痺れが生じないのが特徴。足首を動かすと痛んだり、内踝の下を押すと痛いところがあり足の裏、足先に響く。灼きつくような痛みが出る場合がある。特に夜間や就眠時に症状が悪化する傾向がある。

## 所見
- ティネル徴候（Tinel's sign）

## 治療
進行がひどい場合には外科手術が必要になる。鍼灸治療として太谿穴に局所治療を行う。